# Verzorgingsplaats Broerdijk
Verzorgingsplaats Broerdijk is een Nederlandse verzorgingsplaats langs de A7 Zaandam-Bad Nieuweschans tussen afritten 10 en 10a nabij Midwoud in de gemeente Medemblik.
De verzorgingsplaats is vernoemd naar de buurtschap en dijk Broerdijk, ten noordwesten van Midwoud. Het tankstation is van Esso. Er is geen horeca aanwezig.
Op deze plaats werd op 2 juli 1987 het nieuwe gedeelte van de A7 tussen Scharwoude en Den Oever officieel geopend door minister van Verkeer en Waterstaat Neelie Smit-Kroes met de onthulling van een metaalplastiek Sehnsucht van beeldhouwer Fred Broekkamp.
Richting Bad Nieuweschans:
Middelsloot · 
De Koggen · 
Broerdijk · 
Hoge Kwel · 
Monument · 
Breezanddijk · 
Hayum · 
Laerd · 
De Horne · 
De Wâlden · 
Mienscheer · 
Dikke Linde · 
Meedenertol · 
Bunderneuland (D)
Richting Zaandam:
Poort van Groningen · 
Roode Til · 
Veenborg · 
Oude Riet · 
De Vonken · 
Bloksloot · 
Wildinghe · 
Breezanddijk · 
Monument · 
Den Oever · 
De Wierde · 
De Horn · 
Kruisoord